# Eventful
「Eventful」（イヴェントフル）は、日本の女性歌手、鈴木亜美のエイベックス移籍後2枚目のシングル。

## 解説
- エイベックス移籍第2弾シングル。「CD」「CD+DVD」の2形態で発売された。
- 鈴木曰く、「Eventful」「鏡」ともに自分の気持ちをストレートにぶつけた作品であり、作成時の心境が音になったとのこと。
- 配信限定でドイツのリミキサー "Bulldozer" による「Eventful (Bulldozer Remix)」が発売された。後にリミックスアルバム『AMIx WORLD』に収録されることになる。
- アルバム収録は『AROUND THE WORLD』。なお、カップリング曲の「鏡」は未収録となった。
- 「Hopeful」「Delightful」に続く“full”三部作のラストシングルとなる。

## 収録曲

### CD
1. Eventful
作詞:鈴木亜美 / 作曲:渡辺徹 / 編曲:渡辺徹
日本テレビ系『音楽戦士 MUSIC FIGHTER』6月度エンディング・テーマ
2. 鏡
作詞:鈴木亜美 / 作曲:木下智哉 / 編曲:西川玲生
3. Hopeful－M.O.R Remix－
Remixed by M.O.R
4. Eventful－83key Daybreak Remix－（CD+DVD）
Remixed by 83key
  - Eventful－Dub's Full of drama Remix－（CDのみ）
Remixed by Dub Master X
5. Eventful (Instrumental)
6. 鏡 (Instrumental)

### DVD
1. Eventful -Music Clip-
2. Hopeful -Music Clip- (short version)
3. Hopeful -Making-

## 収録アルバム
- Eventful
  - 『AROUND THE WORLD』
- Hopeful－M.O.R Remix－
  - 『AMIx WORLD』
- Eventful (Bulldozer Remix)
  - 『AMIx WORLD』